# Bradystichus
Bradystichus is een geslacht van spinnen uit de  familie van de kraamwebspinnen (Pisauridae).

## Soorten
- Bradystichus aoupinie Norman I. Platnick & Raymond Robert Forster, 1993
- Bradystichus calligaster Eugène Simon, 1884
- Bradystichus crispatus Eugène Simon, 1884
- Bradystichus panie Norman I. Platnick & Raymond Robert Forster, 1993
- Bradystichus tandji Norman I. Platnick & Raymond Robert Forster, 1993